# Angélica Gavaldón
Dit is een Spaanse naam; Gavaldón is de vadernaam en Loaiza is de moedernaam.
Angélica Gavaldón Loaiza (El Centro, 3 oktober 1973) is een voormalig tennisspeelster uit Mexico. Zij speelt rechtshandig en heeft een tweehandige backhand. Zij was actief in het proftennis van 1990 tot en met 2000.

## Familie
Galvandón bezit ook de Amerikaanse nationaliteit, aangezien zij in de Verenigde Staten geboren is en daar al haar hele leven lang woont. Haar beide ouders, moeder Angélica en vader Sergio, zijn van Mexicaanse origine. Gavaldón heeft een broer (Ángel) en een zus Adriana.

## Tenniscarrière
Gavaldón begon met tennissen toen zij zes jaar oud was. Toen zij acht was, speelde zij al haar eerste internationale toernooi – in de enkelspelfinale verloor zij van de twee maanden jongere Monica Seles, met wie zij samen de dubbelspeltitel won. In 1990 werd Gavaldón professioneel actief op de WTA-tour. Zij maakte deze keuze nadat zij zich had weten te kwalificeren voor de Australian Open, waar zij zelfs meteen de kwartfinale bereikte. Tweemaal won zij het ITF-toernooi van San Luis Potosí (Mexico), in 1991 en in 1992.
Het hoogtepunt van haar carrière kondigde zich aan toen zij zich in 1995 opnieuw wist te plaatsen voor de hoofdtabel van het Australische grandslamtoernooi en zij nogmaals de kwartfinale bereikte. In het verdere verloop van dat jaar steeg haar ranking naar zijn hoogste punt: 34e op 1 januari 1996. Haar claim, de beste tennisspeelster in de geschiedenis van Mexico te zijn, houdt alleen stand in het open tijdperk. In de Fed Cup boekte zij 21 overwinningen tussen 1990 en 1995. In 1992 (Barcelona), waar zij de derde ronde in het enkelspel bereikte, en in 1996 (Atlanta) vertegenwoordigde Gavaldón Mexico op de Olympische Spelen. In juni 1997 was zij de beste op het ITF-toernooi van Tasjkent (Oezbekistan).
Gavaldón wist geen titel te behalen op de WTA-tour. In 2000 stopte zij als beroepstennisspeelster.
Als speelster viel zij op door met grote ringoorbellen op de baan te verschijnen. Zij werd gecoacht door Mario Tabares en Raj Maharaj.

## Na het tennissen
Sinds zij stopte met professioneel te tennissen, is Gavaldón actief als coach van andere tennissers. Zij was ook captain van het Mexicaanse Fed Cup-team. Daarnaast richtte zij een tennisacademie op die haar naam draagt: de Angelica Gavaldon Tennis Academy in Coronado, Californië.
In 2007 bracht zij haar eigen kledinglijn op de markt onder de naam Angalo Activewear.
Verder beluistert de Mexicaanse graag muziek en houdt zij van koken voor familie en vrienden.

## Posities op deWTA-ranglijst
Positie per einde seizoen:
| jaar | rang enkelspel | rang dubbelspel |
| ---- | -------------- | --------------- |
| 1988 | 261            | –               |
| 1989 | 191            | –               |
| 1990 | 51             | 252             |
| 1991 | 354            | –               |
| 1992 | 143            | –               |
| 1993 | 64             | –               |
| 1994 | 119            | –               |
| 1995 | 36             | –               |
| 1996 | 219            | –               |
| 1997 | 107            | –               |
| 1999 | 379            | –               |
| 2000 | 269            | –               |

## Resultaten grandslamtoernooien
| Legenda | Legenda                          |
| ------- | -------------------------------- |
| g.t.    | geen toernooi gehouden           |
| l.c.    | lagere categorie                 |
| –       | niet deelgenomen                 |
| G       | uitgeschakeld in de groepsfase   |
| 1R      | uitgeschakeld in de eerste ronde |
| 2R      | uitgeschakeld in de tweede ronde |
| 3R      | uitgeschakeld in de derde ronde  |
| 4R      | uitgeschakeld in de vierde ronde |
| KF      | uitgeschakeld in de kwartfinale  |
| HF      | uitgeschakeld in de halve finale |
| F       | de finale verloren               |
| W       | het toernooi gewonnen            |
| w-v     | winst/verlies-balans             |

### Enkelspel
| Toernooi        | 1990 | 1991 | 1992 | 1993 | 1994 | 1995 | 1996 | 1997 | 1998 |    | 2000 | w-v |
| --------------- | ---- | ---- | ---- | ---- | ---- | ---- | ---- | ---- | ---- | -- | ---- | --- |
| Australian Open | KF   | 1R   | 1R   | 1R   | 1R   | KF   | 1R   | –    | 1R   | 2R | 9-9  |     |
| Roland Garros   | 1R   | –    | –    | 1R   | 2R   | 1R   | –    | –    | –    | –  | 1-4  |     |
| Wimbledon       | 3R   | –    | –    | 2R   | 1R   | 3R   | 1R   | –    | –    | –  | 5-5  |     |
| US Open         | 2R   | –    | –    | 1R   | 2R   | 3R   | 1R   | 1R   | –    | –  | 4-6  |     |